# Luan Santana
Luan Rafael Domingos Santana (Campo Grande, Mato Grosso do Sul, 13 de marzo de 1991), conocido como Luan Santana es un cantante y compositor brasileño de la música sertaneja y pop. 

## Biografía

### Vida antes de la fama
Luan Rafael Domingos Santana nació el 13 de marzo de 1991 en Campo Grande, en Mato Grosso do Sul, donde vivió hasta sus ocho años de edad, durante este periodo se trasladó varias veces incluyendo las ciudades de Maringá y Manaus y Ponta Pora a causa de la transferencia de trabajo de su padre, que trabajaba en un banco. Él es el hijo de Marizete Santana y Amarildo Domingos, y tiene una hermana menor Bruna Santana.
Luan siempre disfrutaba tocando la guitarra, y aprendió de niño por el aliento de su padre, que se dio cuenta del talento del niño con el instrumento. Luan comenzó su escuela en la escuela NS Ayuda y también ha sido objeto de varias escuelas, debido las mudanzas de su familia por otra ciudad. Santana solía llevar su guitarra a la escuela y en las clases libres le gustaba tocar guitarra, así como en los recreos. Santana también solía jugar en la iglesia a la que asistió durante meses en la ciudad de Maringá.
Especificar en la historia del cantante Luan Santana comenzó es difícil. Ya a la edad de tres años en su ciudad natal de Campo Grande, en Mato Grosso do Sul, que llamó la atención de toda la familia, con los acordes de la música country melodía no paraba de cantar. Clásicos como "Cambio de vida", "Chico Mineiro" y "Cabocla Tereza" fueron interpretadas por Luan, sin error en la letra. Al darse cuenta de su talento, su padre se lo dio a la guitarra, para fomentar aún más al pequeño cantante. A partir de entonces las presentaciones adquirido un atractivo añadido, Luan cantó y "trató" rasguear algunas notas en el instrumento musical, que se ha vuelto inseparable desde allí.
Ante la insistencia de amigos y familiares, a los 14 años Luan Santana hace una fiesta en la que hizo su primera grabación. La sede fue la ciudad de Jaraguari también en Mato Grosso do Sul, ciudad natal de sus padres, y la vecina Campo Grande. El repertorio de la música principal elegido para ese día fue "Falando Serio", que hasta entonces sin precedentes y el buque insignia en sus presentaciones.

## Carrera musical

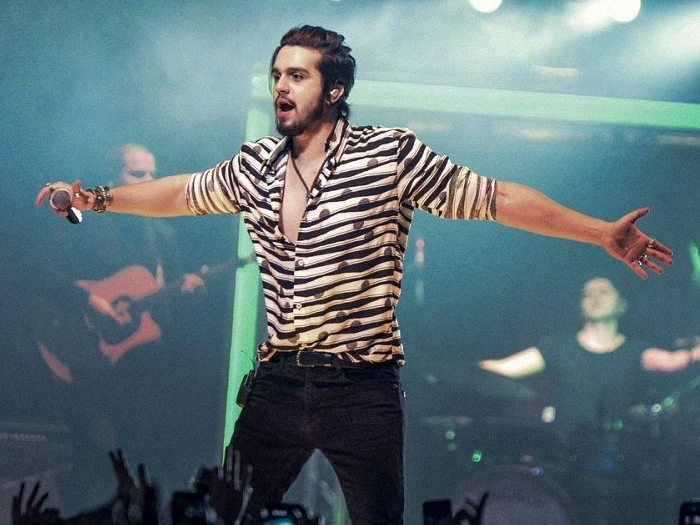
Luan Santana (2016)

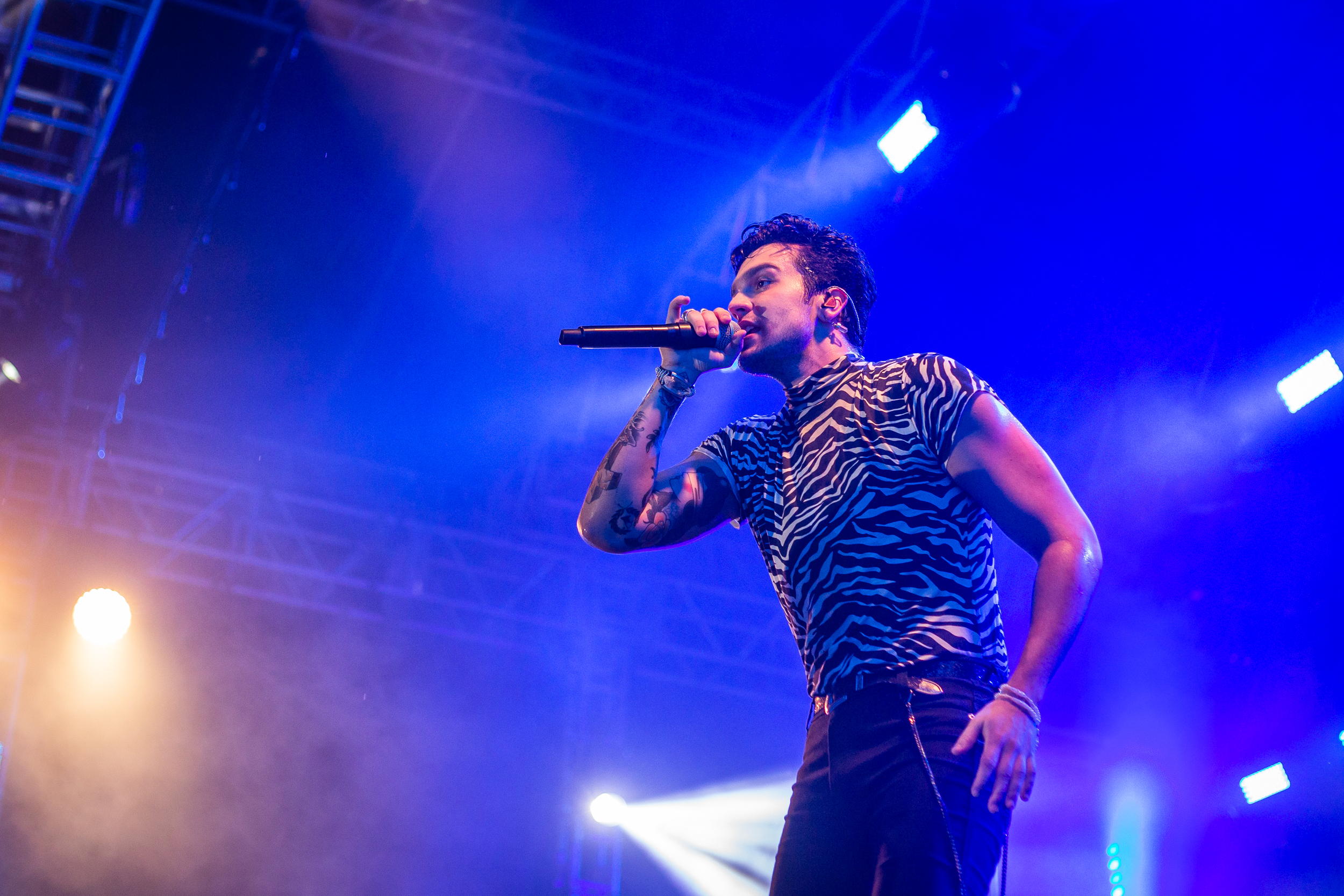
Luan Santana (2022)

### 2008 - 2009: Inicios de su carrera
Con un escritor aficionado, Luan Santana hizo sus shows en el 2008 que se registró como el primer CD. Pero él no estaba de acuerdo con el resultado final, y acabó por romper el CD no le gustaba la calidad de sonido. Pero un amigo, tenía una copia y terminó poniendo en Youtube que rápidamente terminó la difusión y adopción por público comenzó a pedir a la música en la radio de Mato Grosso do Sul, Goiás, Paraná y Rondônia.
El 11 de agosto de 2007 en la pequeña ciudad de Bela Vista MS, Luan Santana tomó la primera etapa. En ese momento, Luan no cantaba profesionalmente, nunca había grabado una canción en el estudio, pero fue contratado para este espectáculo por el éxito que tuvo en la radio en la región con la canción "Falando en Serio". A partir de entonces, el programa de Luan comenzó a dividirse entre los estudios y los espectáculos comenzaron a marcarse. Con una agenda llena de conciertos durante todo el año 2008.
Su primer álbum fue Tô de Cara, que vendió más de 50.000 copias en todo el Brasil. La canción más exitosa del álbum es "Meteoro", que fue el segundo álbum, con la canción de la cantante se ha convertido en uno de los artistas más sonado de la radio de Brasil, de acuerdo con Billboard Brasil. Al año siguiente, en 2009 Luan lanza su primer álbum en vivo, grabado en Campo Grande, en Mato Grosso do Sul, con una gran audiencia de 85 mil personas. Las canciones que hicieron más éxito fue vocè nao sabe o que é amor, "Sinais" y "Chocolate". De las 17 canciones presentes en el álbum, siete son parte de su álbum anterior. Este álbum fue certificado Platina por ABPD por 85.000 copias vendidas en Brasil.

### 2010 - 2011:En vivo en Rio de Janeiro
Su segundo álbum en vivo fue grabado en diciembre de 2010 en el HSBC Arena en Río de Janeiro y puesto en libertad en abril de 2011. El primero single fue "Adrenalina", una canción que alcanzó la primera posición en la tabla de la Billboard Brasil en 2010. La segunda fue "Química do Amor ", con la participación de Ivete Sangalo. Tercero fue "Um Beijo". En 2011 la canción "Amar Nao é Pecado" se convirtió en el tema de la novela Morde e Assopra, Rede Globo.
Em 10 de abril de 2011, Luan Santana lanzó su cuarto álbum y su segundo en vivo, titulado Luan Santana Ao Vivo no Rio. El espectáculo fue grabado en el HSBC Arena el 11 de septiembre de 2010. Incluso un año después de lanzar el álbum alcanzó la primera posición en las listas de veinte Portugués Inglés Gráfico de DVD y Albums Chart. El álbum cuenta con diecinueve canciones, siendo dieciséis inéditas y cuatro canciones son parte de su DVD. "Adrenalina", "Um Beijo", "As lembranças vao na Mala" y "Amar não É Pecado" las mejores músicas del álbum, Santana se ha asociado con la cantante español naturalizados mexicana, Belinda en la canción "Meu menino, minha menina".

### 2012:Quando Chega a Noite
En febrero de 2012 Luan estaba en el estudio terminando su nuevo disco, y se había tomado un descanso de su apretada agenda de conciertos por Brasil. En marzo, ' el álbum contó con canciones que fueron éxitos en varias partes de Brasil, como "Te Vivo", "Nega" y "Incondicional". Siendo el más reciente álbum de Luan, sin lugar a dudas es uno de los más hablado de la carrera de la cantante, que tuvo críticas positivas. Su actuación con las canciones eran geniales, que Luan fue nominado al Grammy Latino 2012. Además, el álbum fue el más vendido de 2012, con más de 300.000 copias.
En 2012 Santana hizo más de 200 shows en Brasil conjunto, con el más alto compromiso para el mes de junio, que fue presentado junto con Michel Teló en las fiestas de junio. Santana tuvo el mayor número de nominaciones en la 18 ª edición del Multishow. En 2010 ganó como la revelación del año. En 2011, el cantante fue ganador del "Melhores do Ano" programa llevado a cabo por Domingão Faustão la categoría de Mejor Cantante, y también será recompensado con la mejor música, "Meteoro". 

### 2013:O Nosso Tempo é Hoje
El 24 de abril de 2013, Santana ganó junto a Roberto Carlos el premio al Mejor Cantante, realizado por Troféu Imprensa del SBT.
El 7 de julio de 2013 Luan Santana grabó su nuevo DVD en la Arena Maeda, "O Nosso Tempo é Hoje", en el estado de São Paulo. El primer sencillo es "Tudo o Que Você Quiser". Otras canciones que tuvieran éxitos fueron "Garotas Não Merecem Chorar", "Cê Topa", "Te esperando" y "Donzela", entre otras

## Discografía
| - 2008: Tô de Cara - 2012: Quando Chega a Noite - 2016: 1977 - 2009: Luan Santana - Ao Vivo - 2011: Luan Santana - Ao Vivo no Rio - 2013: O Nosso Tempo É Hoje - 2014/2015: Luan Santana Acústico - 2013: As Melhores... Até Aqui - 2014: Duetos - 2009: Luan Santana - Ao Vivo - 2011: Luan Santana - Ao Vivo no Rio - 2013: O Nosso Tempo É Hoje - 2013: Te esperando | - 2009: "Tô de Cara" - 2009: "Meteoro" - 2010: "Você não Sabe o que É Amor" - 2010: "Sinais" - 2010: "Adrenalina" - 2011: "Química do Amor" (con Ivete Sangalo) - 2011: "Um Beijo" - 2011: "Amar Não é Pecado" - 2011: "Nêga" - 2012: "Você de Mim Não Sai" - 2012: "Incondicional" - 2012: "Te Vivo" - 2013: "Sogrão Caprichou" - 2013: "Te Esperando" - 2013: "Garotas Não Merecem Chorar" - 2013: "Tudo Que Você Quiser" - 2014: "Cê Topa" - 2014: "Tanto Faz" - 2014: "Eu não merecia isso" - 2015: "Escreve aí" - 2015: "Chuva de Arroz" - 2016: "Cantada" - 2016: "Eu, Você, o Mar e Ela" - 2016: "Dia, Lugar e Hora" - 2016: "E Essa Boca Aí" (con Bruninho & Davi) - 2017: "Acordando o Prédio" - 2017: "Não Vou Mais Chorar" (con Nego do Borel) - 2018: "Sofazinho" (con Jorge & Mateus) - 2018: "Vingança" (con MC Kekel) - 2018: "Menina" - 2018: "Próximo Amor" (con Alok) |

## Premios y nominaciones
| Año  | Premio                                | Categoría                       | Trabajo                | Resultado |
| ---- | ------------------------------------- | ------------------------------- | ---------------------- | --------- |
| 2009 | Prêmio de Melhores do Ano             | Revelación Musical              | Él mismo               | Ganador   |
| 2010 | Prêmio Multishow de Música Brasileira | Revelación Musical              | Él mismo               | Ganador   |
| 2010 | Meus Prêmios Nick                     | Cantante del año                | Él mismo               | Ganador   |
| 2010 | Meus Prêmios Nick                     | Canción del año - Meteoro       | Meteoro                | Ganador   |
| 2010 | Prêmio Música Digital                 | Canción del año                 | Meteoro                | Ganador   |
| 2010 | Prêmio Música Digital                 | Canción Más Vendida             | Meteoro                | Ganador   |
| 2010 | Grammy Latino                         | Mejor álbum de música sertaneja | Ao Vivo                | Nominado  |
| 2010 | Capricho Awards                       | Cantante Nacional               | Él mismo               | Nominado  |
| 2010 | Capricho Awards                       | Música Nacional                 | Meteoro                | Nominado  |
| 2010 | Prêmio Jovem Brasileiro               | Música Nacional                 | Meteoro                | Nominado  |
| 2010 | Prêmio Jovem Brasileiro               | Cantante Nacional               | Él mismo               | Nominado  |
| 2010 | Prêmio Jovem Brasileiro               | Revelación Musical              | Él mismo               | Nominado  |
| 2010 | Teen Awards Brasil                    | Música Nacional                 | Meteoro                | Nominado  |
| 2010 | Troféu TopTVZ                         | Cantante Nacional               | Él mismo               | Nominado  |
| 2011 | Prêmio de Melhores do Ano             | Canción del año                 | Meteoro                | Ganador   |
| 2011 | Prêmio de Melhores do Ano             | Cantante do Ano                 | Él mismo               | Ganador   |
| 2011 | Troféu Imprensa                       | Revelación del año              | Él mismo               | Ganador   |
| 2011 | Troféu Internet                       | Revelación del año              | Él mismo               | Ganador   |
| 2012 | Troféu Imprensa                       | Cantante do Ano                 | Él mismo               | Nominado  |
| 2013 | Troféu Imprensa                       | Cantante do Ano                 | Él mismo               | Ganador   |
| 2013 | Prêmio de Melhores do Ano             | Canción del año                 | Tudo o Que Você Quiser | Nominado  |
| 2013 | Prêmio de Melhores do Ano             | Cantante do Ano                 | Él mismo               | Ganador   |

## Giras
- Turnê Meteoro 2009-2010
- Turnê Adrenalina 2011
- Turnê Quando chega a noite 2012
- Turnê Te esperando 2013
- Turnê Te esperando 2.0 2013
- Turnê O nosso tempo é hoje 2014